# きっちり!まったり!桂吉弥です
きっちり!まったり!桂吉弥です（きっちり!まったり!かつらきちやです）は朝日放送ラジオ（ABCラジオ）で2022年9月30日から毎週金曜日の9:00 - 12:00（JST）に放送中の生ワイド番組。桂吉弥（落語家）の冠番組の一つで、放送やSNSのハッシュタグでは、「きちまり」という略称も用いている。

## 概要
朝日放送ラジオでは2020年の10月改編から、『横山太一のピカイチ☆ブランチ!』（朝日放送テレビアナウンサーの横山太一をメインパーソナリティに起用した生ワイド番組）を、毎週金曜日の9:00 - 12:00に放送。横山が『news おかえり』（朝日放送テレビ平日夕方の報道・情報番組）のメインキャスターを務め始めた2022年4月以降も放送を続けていたが、横山がニュースキャスターとしての活動に事実上専念することを受けて、同年9月23日（秋分の日）で放送を終了した。
当番組では『ピカイチ☆ブランチ!』の放送枠を引き継ぐ一方で、「ミスターABCラジオ」を自称するほど朝日放送ラジオで複数の番組にレギュラーで出演した経験を持つ桂吉弥をパーソナリティに起用。朝日放送テレビアナウンサーの塚本麻里衣をパートナーに迎えて、放送週の主なニュースや話題を「きっちり」伝えながら、「まったり」とした雰囲気で3時間の生放送を進行する。ちなみに、「きっちり」には吉弥（きちや）、「まったり」には塚本の名前（麻里衣＝まりえ）も掛けているという。

## 出演者
- パーソナリティ（放送上の肩書は「きっちり担当」）：桂吉弥
  - 当番組の開始週（2022年9月最終週）まで『征平・吉弥の土曜も全開!!』『とびだせ!夕刊探検隊』（いずれも朝日放送ラジオ）のパーソナリティを務めているが、レギュラーで編成される生ワイド番組のパーソナリティを単独で務めることは初めて[1]。平日に同局で放送される生ワイド番組へのレギュラー出演は『武田和歌子のぴたっと。』（2017年4月から木曜日のパートナーを担当）の終了（2020年10月1日）以来2年振り、金曜日にレギュラーで編成されている生放送番組へのレギュラー出演は『ちちんぷいぷい』（スタジオパネラーに名を連ねていた毎日放送午後の情報番組）の終了（2021年3月12日）以来1年半振りである。
  - （自身のパーソナリティ起用前から）20年半にわたって放送されてきた『夕刊探検隊』（事前収録番組）シリーズが2022年9月26日（月曜日）放送分で終了する一方で、『土曜も全開!!』（毎週土曜日の10:00 - 12:00に編成されている生ワイド番組）には当番組の開始後も出演を続けているため、朝日放送ラジオでは午前中にレギュラーで編成する生ワイド番組で2日続けてパーソナリティを担当。2023年9月から2024年3月までの金曜日には、当番組の本番後に、月に1回のペースで『ニュース　きん5時』（NHK大阪放送局制作の全国向け生放送番組）に「コメンテーター」として出演していた。
  - 2022年10月21日放送分では、「当番組の開始前に決まっていた」という落語会への出演を優先させたため、『サクサク土曜日 中邨雄二です』（『土曜も全開!!』の前枠で放送されている生ワイド番組）を担当している中邨雄二が、吉弥と同じ「2日連続の生出演」というパターンでパーソナリティ代理を務めている。同年12月2日・2023年2月10日放送分でも、同様の事情から柴田博（いずれも塚本の先輩アナウンサー）が代演。
  - 2023年9月15日には、未明に『緊急放送! おめでとうタイガース!今夜はおはパソARE虎騒ぎ』（阪神タイガースが前日に18年振りのセントラル・リーグ優勝を決めたことを受けて『おはようパーソナリティ』シリーズをベースに急遽編成された生放送の特別番組）へ電話で出演してから、午前中に当番組で通常どおりパーソナリティを務めた。
  - 2015年以降の毎年12月第1週には、（朝日放送ラジオを含む）在阪各局のレギュラー番組へ夕方まで出演した後に、大阪市内で「桂吉弥のお仕事です。Special in 島之内教会」という独演会に連日臨んでいる。2023年の開催期間中（12月4 - 9日）には、当番組（8日）と『土曜も全開!!』（9日）に加えて、7日（木曜日）にも『ますだおかだ増田のラジオハンター!』（「ABCパワフルアフタヌーン」枠の生ワイド番組）で体調不良の増田英彦（ますだおかだ）に代わってパーソナリティを急遽任されていた。
  - 「ABCラジオ　交流戦ウィーク2024」期間中の2024年6月14日には、当番組の本番前に『朝も早よから　桂紗綾です』（朝日放送テレビアナウンサーの桂紗綾が毎週金曜日の早朝に単独でパーソナリティを務めていた生ワイド番組）へゲスト出演。両番組では、桂ざごば（自身と同じ桂米朝一門の「筆頭弟子」であった落語家）が2日前（12日）の未明に76歳で急逝したことを受けて、ざこばとの思い出も語っていた。
- パートナー（放送上の肩書は「まったり担当」）：塚本麻里衣（朝日放送テレビアナウンサー）
  - 秋山賢太（アキナ）との結婚後に第1子を懐妊したため、2020年2月1日から2022年5月8日まで、長女の出産を伴う産前産後休暇を取得。朝日放送グループが制作する番組へのレギュラー出演は、休暇からの復帰後初めてである[1]。
  - 「朝日放送ラジオで過去に担当したレギュラー番組では、共演者やリスナーから（旧姓の敬称である）『塚本さん』としか呼ばれていなかった」との悩みを当番組で打ち明けたことをきっかけに、2022 FIFAワールドカップ決勝（アルゼンチン対フランス）2日前の2022年12月16日放送分でリスナーから愛称を募集したところ、「優勝チームにちなんで愛称を付ける」との結論に到達。実際にはアルゼンチンが優勝したため、前回優勝時（1986年大会）の主力選手（ディエゴ・マラドーナ）にちなんで、翌週（12月23日）から放送上「マリドーナ」という愛称を用いている。
  - 2023年2月17日放送分には、後輩アナウンサーの鷲尾千尋が、塚本に代わって出演。 鷲尾は『とびだせ!夕刊探検隊』でも、2021年10月から終了までの1年間にわたって吉弥のパートナーを務めていた。
  - 2023年8月24日（木曜日）には、朝日放送（テレビ）のアナウンサー時代に塚本の上司だった三代澤康司（フリーアナウンサー）がA型インフルエンザウイルスへ感染したことを受けて、『ドッキリ!ハッキリ!三代澤康司です』（当番組と全く同じ時間帯で毎週月 - 木曜日に放送されている生ワイド番組で通称『ドキハキ』）のパーソナリティを急遽代行。翌25日には、当番組へ通常どおり出演した。逆に、同年9月15日には当番組へ出演した後に、翌16日の『サクサク土曜日』でアシスタントを7年振りに代行した（本来担当している林智美が体調不良を理由に出演を見合わせたことに伴う措置）。
  - 2023年10月からは、当番組への出演と並行しながら、毎週月・火曜日に『newsおかえり』のサブキャスターを担当。朝日放送ラジオでは、2023年度下半期（ナイターオフ期間）に、当番組への出演と並行しながら毎週水曜日の夜に『UP↑↑』（3時間の生ワイド番組）のパーソナリティを務めていた。
    - 2024年の2月第2週には朝日放送テレビのリフレッシュ休暇を取得したため、吉弥が7日（水曜日）の『UP↑↑』でパーソナリティを代行。9日の当番組では、2023年に同局へ入社した大仁田美咲[注 1]が、塚本に代わって吉弥のパートナーを務めている。
    - 2024年3月29日の当番組では、2日前（27日）に2023年度のレギュラー放送を終えたばかりの『UP↑↑』水曜分から、塚本のパートナーであったサマンサ・アナンサ（ドラァグクイーン）がゲストで出演。塚本とサマンサは、翌4月から『サマンサ・アナンサのDO UP（ド・アップ）』（通年で土曜日の夜間に編成されている生ワイド番組）で再びコンビを組んでいる。

  - 2024年に第2子を懐妊したことに伴って、同年内の最終回（12月27日）まで出演した後に、2025年から産前産後休暇を再び取得することが発表されている。
  - 2025年1月10日放送分から乾麻梨子（朝日放送テレビアナウンサー）が担当
- 「ABC天気予報」（9時台）担当：清水とおる（気象予報士）
  - 朝日放送ラジオで平日の午前中に放送されている生ワイド番組では、当番組の前枠に編成されている『おはようパーソナリティ』シリーズ（2022年度以降の金曜日は『おはようパーソナリティ古川昌希です』）内の7時台後半と、『ドキハキ』内の9時台前半にも「ABC天気予報」を担当。塚本は、朝日放送（テレビ）で『newsおかえり』の前身番組（『NEWSゆう+』→『キャスト』）でキャスターを務めていた時期から、平日夕方の関西ローカル向け報道・情報番組を通じて清水と長らく共演している。

## 放送時間
- 毎週金曜日 9:00 - 12:00（JST）
  - 朝日放送ラジオ本社の第3スタジオから、全編にわたって生放送。当番組では、以下の事情を踏まえて、このスタジオを2024年2月2日放送分から「ジテシラProjectスタジオ」と称している。
    - 「ジテシラProject」とは、大阪府内における自転車保険への加入率・自転車乗車時のヘルメット着用率の向上を目的に、「大阪府自転車安全利用推進委員会」（朝日放送ラジオが大阪府・オージーケーカブト・au損害保険・あさひと共同で2024年2月1日に発足）が同日から2026年7月まで展開している啓発プロジェクト。プロジェクトの正式名称に「世界一長い」とされる458文字（539語）を費やしていることから、一般向けの啓発活動では、「自転車ルールの『知らんけど』を無くそう」というニュアンスを込めて「ジテシラProject」という略称を使用している[2]。

## タイムテーブル
公式サイト内の「コーナー紹介」 や、ABCラジオ発行のタイムテーブルを基に作成。時刻は目安で、番組のタイトル・ジングルや「吉弥」「（塚本）麻里衣」の名を冠したコーナーについては、他の人物が代演する場合にもそのまま放送している。

「　」は放送上のコーナータイトルで、コーナーのスポンサーや「ABCニュース」（定時ニュース）「ABC天気予報」「ABC交通情報」の放送枠は『ドッキリ!ハッキリ!三代澤康司です』（『ドキハキ』）と共通。投稿したメッセージが放送中に採用されたリスナーには、特記しない限り、2022年10月28日放送分から番組オリジナルのステッカーを贈呈している。
9時台

- 9:00　オープニング
  - 吉弥が思わせぶりな一言を発してから、タイトルコール、吉弥と塚本による自己紹介、吉弥が伝える大阪の天気予報をはさんで、冒頭の一言にちなんだフリートークを2人で展開することが特徴。タイトルコールでは、吉弥が「きっちり!」、塚本が「まったり!」と言った後に、「桂吉弥です」という本人の声に続いてテーマソングを流している。ちなみに、「吉弥がオープニングパートで自己紹介に続いて大阪の天気概況を伝える」という趣向は、『土曜も全開!!』と共通している。
  - テーマソングについては、『ダンス・ウィズ・ミー』（Stuffによるカバーバージョン）を初回の放送から使用していた。しかし、「『ドキハキ』のオープニングとエンディングで流れている『パパはマンボがお好き』（見砂直照と東京キューバンボーイズ）に比べて印象が薄い」という指摘を受けたことをきっかけに、『ダンス・ウィズ・ミー』の代わりになり得る楽曲のセレクション企画を2024年10月11日の放送中に実施。吉弥と塚本が個々に推薦曲を挙げたほか、リスナーからも推薦曲を募集したうえで放送中に選考した結果、翌週（同月18日）のオープニングから『空を見なよ』（シャ乱Q）に変更している（変更初回のみインストゥルメンタルバージョンを使用）。
- 9:30　「ABCニュース」（塚本以外の朝日放送テレビアナウンサーが担当）
- 9:35　「ABC天気予報」
  - 金曜日の朝日放送ラジオでは、清水がこの時間帯と午前7時台の後半（前枠番組の『おはようパーソナリティ古川昌希です』内で放送）に出演。『おはようパーソナリティ』内で担当する「ABC天気予報」では、放送する季節や放送日の天気にまつわる俳句を紹介することが『おはようパーソナリティ道上洋三です』（2023年3月24日まで月 - 金曜日に生放送）時代からの恒例になっている。当番組でも、そのことを熟知している吉弥からの要望をきっかけに、2023年5月頃から当日の『 - 古川昌希です』で紹介済みの句とは別の句を織り込みながら天気予報を伝えている。
- 9:40　「吉弥のきちっと!かわら版」　
  - 『土曜も全開!!』での「えらいこっちゃニュース」（10:30前後）に相当するコーナーで、収録番組の『とびだせ!夕刊探検隊』内で放送されていた「新聞読んでー」（収録日直近の夕刊から特集扱いの記事を紹介するコーナー）を事実上継承。放送週に報じられた主なニュース（基本として放送週に『朝日新聞』大阪本社発行分の紙面へ掲載された記事）から、吉弥が少なくとも1つの項目を選んだうえで、自身や塚本の見解を交えながら「きちっと」伝える。
- 9:50　「ABC交通情報」（日本道路交通情報センター大阪事務所の職員が中継で担当）
- 9:52　塚本（休演する場合にはパートナーの代理者）を中心に伝えるインフォマーシャル
- 9:55　「クイズ まったり麻里衣」
  - 「麻里衣」こと塚本の知られざる一面をテーマに、リスナーに対して毎週1問を出題。放送中にメールで回答を受け付けたうえで、10時台の前半に本人が正解を発表する。
  - 鉄琴を使った効果音（呼び出し音）を合図に出題することが特徴で、地上波での生放送から若干のタイムラグが生じるradiko（リアルタイム配信サービス）経由でのリスナーでもクイズへ参加できるように、応募の〆切時間を出題から10分ほど後に設定している。『ドキハキ』でも当番組の開始を機に、リスナーへのプレゼントと連動させた全曜日（月 - 木曜日）共通の企画として、「クイズ 答えてミーア!」（パーソナリティの三代澤康司や曜日別のパートナーに関するクイズ）をこの時間帯に上記の要領で出題。
  - クイズの正解者から抽選で1名に、クイズの正解とサインが書かれた色紙（または番組グッズ）をプレゼント。番組当初の色紙には塚本のサインだけが書かれていたが、後に吉弥もサインを添えるようになったほか、2023年4月以降のプレゼント分には2人曰く「特別なハンコ」も押している。

10時台

- 10:00　「10時のポエム」（2024年10月4日から放送）
  - 10時の時報明けに放送することにちなんで、「10時」をテーマに自作したポエム（詩）をリスナーから募集。その一部を吉弥か朗読したうえで、100点満点で採点する。番組の開始当初から2024年9月27日までは、「10時とかけまして…」（「10時とかけまして…」というお題に対してリスナーがメールとFAXで参加できるなぞかけ企画）を放送していた。
    - 「10時とかけまして…」では、リスナーから寄せられた回答から、吉弥が毎週1つの「答え」を選定。その「答え」を、100点満点の独自評価による点数と合わせて紹介していた。吉弥が紹介する「答え」に続いて、『笑点音頭』[注 2]の音源から、終盤のメロディーを「パフッ」という効果音を含めて流していたことが特徴。吉弥曰く「当初は短期間で終わらせるつもりだった」とのことだが、実際には本人を唸らせるほどの投稿がリスナーから続出したため、放送期間は2年にまで及んだ。なお、吉弥以外の人物がパーソナリティを務める場合にも、その人物が「答え」を自分で選んだうえで発表。開始の当初は、本職が落語家である吉弥や、パーソナリティの代理者もオリジナルの回答を披露していた。
- 10:05　「今日の予定 週末の予定」
  - 「クイズ まったり麻里衣」の正解と、プレゼントの当選者もこのコーナーで発表。
- 10:10　「ABCニュース」（基本として9時台と同じアナウンサーが担当）
- 10:15　「吉弥の阪神ハンギ?」
  - 落語会・番組への出演などで多忙な身にもかかわらず、阪神甲子園球場の年間予約席を購入したうえで試合を1人で（または塚本を初めとする出演番組などの関係者と）頻繁に観戦するほどの阪神タイガースファンである吉弥が、「半信半疑」というスタンスで選んだ阪神関連の情報を紹介する。吉弥以外に阪神ファンを公言している人物（中邨など）がパーソナリティを務める場合にも、タイトルや趣旨を変えずに放送。
  - 吉弥は、2024年シーズンにおける阪神甲子園球場三塁側アルプススタンド内の団体向け年間予約席から、阪神主催公式戦3試合分のチケット（全102席分）の抽選販売に所属事務所と本名（「株式会社米朝事務所　富谷竜作」）で応募したことを2023年12月に当番組で公言。チケット料金の全額（約60万円）を自身で負担することを前提に、当番組のリスナーから希望者を招待することを視野に入れた応募だったが、2024年1月19日放送分の当コーナーで3試合とも抽選に当たったこと[3]を明かした。
    - この事態を受けて、当番組では「あしなが吉弥会」と称する企画を急遽実施。吉弥が団体向け年間予約席のチケットを確保した試合を対象に、対象試合の観戦を希望するリスナーから往復ハガキで応募を受け付けたうえで、抽選によって当選したリスナーを無料で招待している。ちなみに、最初の招待試合は、2024年4月19日（金曜日）の本番後に開催された阪神対中日ドラゴンズのナイトゲームである[4]。
- 10:25　吉弥（休演する場合にはパーソナリティの代理者）が単独で伝えるインフォマーシャル
- 10:30　「吉弥のきっちり!イチ押し」
  - 番組のメインコーナーで、『ドキハキ』での「今日のスぺッシャル」に相当。特集を放送したり、ゲストをスタジオに招いたりすることもある。2023年7月21日には、「ナニモノ!『清水とおる』という男」と称する特集を組んだ関係で、清水が9時台の天気予報に続いて出演した。2023年3月17日と2024年9月27日には、「10時とかけまして…」をこの時間帯にも放送。
  - 「吉弥の冠コーナー」として編成されているが、塚本が大の餃子好きであることを背景に、2022年10月14日からは「塚本麻里衣の『究極の餃子』への道」（塚本が『よなよな…』の火曜アシスタント時代に担当していた「月刊餃子通信」を事実上復活させた企画）を3回にわたって放送。「ABCラジオ 交流戦ウィーク」期間中の2023年6月16日[注 3]には、芦沢誠（朝日放送テレビのシニアアナウンサーで塚本の先輩）をゲストに迎えることによってこの企画を締めくくった。
  - 塚本に代わって大仁田がパートナーを務めた2024年2月9日には、「美咲のきっちり!イチ押し」というタイトルで放送。「SAKE DIPLOMA」（酒ディプロマ）という民間資格を保有するほど日本酒を愛飲している大仁田が、とりわけ気に入っている日本酒を吉弥に勧めていた。
  - 2024年7月26日には、朝日放送テレビイベント事業部員（元・同局アナウンサー）の上田剛彦が、万博記念公園（大阪府吹田市）で2024年9月21日から3日間開催される「CHEF-1グランプリフェス2024～餃子食祭～」（アナウンサー時代に実況を担当していた「CHEF-1グランプリ」初の派生イベント）の告知を兼ねて出演。アナウンサー時代の後輩である塚本が大の餃子好きであることを、イベント事業部異動後の企画会議で自ら訴えたところ、当番組とのコラボレーションブースの設置が急遽決まったことを明かしていた。このブースでは、芦沢と塚本のプロデュースによる餃子を有料で提供している。
- 10:50　「はぴねすくらぶラジオショッピング」
  - 本社が福岡市内にあるはぴねすくらぶの社員が電話で出演。『土曜も全開!!』でも、この時間帯に放送されている。
- 10:55　「ABC交通情報」（9時台と同じ）

11時台

- 11:00　「ABCニュース」（基本として9・10時台とは別のアナウンサーが担当）
- 11:03　「ABC天気予報」
  - 『土曜も全開!!』と同じく、気象予報士が作成した原稿を吉弥が読む。
- 11:05　「塚本麻里衣の代弁します」
  - 日常生活での愚痴を込めたセリフをリスナーから募集したうえで、寄せられたセリフの一部を、兵庫県宝塚市出身の塚本がアナウンサーらしからぬ毒舌（関西弁）でまくし立てるコーナー。コーナーの趣旨が『土曜も全開!!』での「お怒り体験 アングリーバボー!!」（11:30前後）に近く、塚本自身が愚痴を漏らすこともある。なお、塚本の代役を関西地方出身のアナウンサー（鷲尾や大仁田）が務める場合にも、そのアナウンサーにリスナーの愚痴を「代弁」させている。
  - 塚本が「代弁」するたびに、水洗トイレで水を流す音（スタッフが自宅のトイレで実際に録音）を入れることが特徴。第2回以降の放送では、前回のハイライトシーンを編集した音源を冒頭で流してから本題に入っていた。
    - 2023年の5月には、『桑田佳祐のやさしい夜遊び』（サザンオールスターズファンの吉弥が愛聴しているTOKYO FM制作の番組）内で流れているジングルの替え歌を、当コーナーのテーマソングとして制作。制作に際しては、歌詞に入れたい女性リスナーの名前と胸のサイズ（カップ）を「吉弥のきっちり!イチ押し」で募集したうえで、完成した歌詞を吉弥が桑田佳祐風に熱唱している。この替え歌は不定期で当コーナーの冒頭に流れていて、2024年9月6日放送分の「吉弥のきっちり!イチ押し」では「第2弾」が作られている。

  - 塚本による上記の「代弁」への反響は大きく、2023年の「ABCラジオまつり」（万博記念公園で11月12日の日曜日に開催）では、「秋のナマ代弁スペシャル」というステージ企画を初めて実施。翌12月からは、ビデオリサーチが関西地区で年に2回実施される聴取率調査期間中の放送日に、「D-1グランプリ」と称する特別企画をこの時間帯と「吉弥のきっちり!イチ押し」枠で開催している。
    - 「D-1グランプリ」は、リスナーからあらかじめ募集した愚痴の「Daiben」（代弁）振りを「M-1グランプリ」[注 4]風に競わせる企画。塚本に加えて、吉弥と面識のある他の女性アナウンサーや、朝日放送ラジオの他番組にレギュラーで出演している女性から若干名を以下のように参加させている。実際には、吉弥の独断による採点を経て、個々の得点と「優勝者」をエンディングパートで発表。
      - 「第1回D-1グランプリ」（「ABCラジオ　スペシャルAREウイーク」期間中の2023年12月8日に開催）
        - 塚本以外の「決勝進出者」は武田[注 5]・鷲尾・福戸あや（いずれも塚本の同僚アナウンサー）。塚本以外の「決勝進出者」には事前収録で「代弁」させているため、この企画向けの愚痴の募集に際しては、収録日に合わせて締め切りのタイミングを通常の当コーナーより早く設定している。実際には、塚本以外の「決勝進出者」が臨んだ収録音源を「きっちり!イチ押し」と当コーナーの冒頭で放送した後に、塚本が生放送で「代弁」を披露。その結果、塚本が優勝した。

      - 「第2回D-1グランプリ」（「ABCラジオ　交流戦ウイーク2024」期間中の2024年6月14日に開催）
        - 塚本以外の「決勝進出者」は去来川奈央（『おはようパーソナリティ古川昌希です』アシスタント）と宇野ひろみ（後枠の生ワイド番組『兵動大樹のほわ〜っとエエ感じ。』のパートナー）で、3人とも生放送で「代弁」を披露したところ、塚本が2連覇を果たした。
- 11:20　「きっちり!まったり!ラジオショッピング」
  - ジャパネットたかたのMC社員が電話で出演するラジオショッピングコーナーで、『ドキハキ』では「ドッキリ!ハッキリ!ラジオショッピング」というタイトルで放送。吉弥と塚本の声を収録した音源をタイトルコールに用いているため、吉弥／塚本が生放送を休演している場合にも、この音源を冒頭に流している。
  - 番組の開始から2024年3月29日放送分までは、ジャパネット側から齋藤麻梨子（まりこ）が出演。塚本のニックネームが「マリドーナ」に決まった後の当コーナーでは、齋藤が出演する場合に、吉弥が冒頭で「『齋藤マリドーナ』こと齋藤麻梨子さん」と呼び掛けることが慣例と化していた。
- 11:30　「おまはんかいな、まぁ、こっちはいり」
  - リスナーから届いた季節の便りを紹介するコーナー。コーナータイトルは、吉弥の大師匠に当たる桂米朝が生前に（吉弥などの）弟子を招き入れる際に口にしていた関西弁に由来していて、タイトルコールでも吉弥がその際の米朝の口跡を再現している。吉弥以外の人物がパーソナリティを務める場合にも、その人物が以上の口跡を冒頭で披露。2022年10月28日放送分からは、このコーナーへ投稿した便りが紹介されたリスナーに限って、オリジナルの手ぬぐいを贈呈している。
  - 2023年6月16日放送分では、「吉弥のきっちり!イチ押し」のゲストに迎えていた芦沢が、同コーナーの出演後に別室で餃子を調理。調理中の動画が当番組のtwitter公式アカウントで配信されたほか、芦沢が調理した焼き餃子は、当コーナーの放送中に本人から吉弥と塚本へ振る舞われた。芦沢はこれを機に、ニュース以外で当番組へ出演するたびに、年下の吉弥と塚本から「お料理おじさん」と呼ばれている。
- 11:35　「ABC交通情報」（9・10時台と同じ）
- 11:40　「落語のとなり」
  - 落語にまつわるコーナーで、吉弥が寄席・楽屋での裏話や、高座で噺（本題）に入る前に披露する「マクラ」などを紹介。放送週によっては、落語にまつわるリスナーからの疑問に吉弥が答えることや、吉弥と縁の深い人物（落語家など）を中心にゲストを招くこともある。
  - 落語家以外の人物が吉弥に代わってパーソナリティを務める場合には、その人物と関係の深い分野（○○）にまつわる裏話を、「○○のとなり」というタイトルで放送する（本来はスポーツアナウンサーである中邨の場合には「実況のとなり」）。
- 11:50　インフォマーシャル（担当者は10時台と同じ）
- 11:55　 エンディング
  - 吉弥（休演する場合にはパーソナリティの代演者）と塚本が声を揃えて、「もうすぐ土曜日、あと半日頑張ろう!」というフレーズを叫ぶことによって生放送を締めくくる。もっとも、2人は「土曜日にも仕事に就いているリスナーはどう感じているのか?」といった点でこのフレーズに異を唱えていることから、実際にはぎこちない口調で叫んでいる。
  - 12時の時報にスポンサーが付いている場合には、時報の前にスポンサーの20秒CMをはさむ関係で、11時59分40秒まで放送。スポンサーが付いていない場合には、12時まで放送した後に時報へ直結する。